# Lysiostyles scandens
Lysiostyles scandens är en vindeväxtart som beskrevs av George Bentham. Lysiostyles scandens ingår i släktet Lysiostyles och familjen vindeväxter. Inga underarter finns listade i Catalogue of Life.